# Limacella
Limacella is een geslacht van schimmels behorend tot de familie Amanitaceae. De typesoort is Limacella delicata.

## Soorten
Volgens Index Fungorum telt het geslacht 40 soorten:
| Soortnaam                                   | Auteur(s)                                              | Publicatiejaar |
| ------------------------------------------- | ------------------------------------------------------ | -------------- |
| Limacella alachuana                         | (Murrill) Pegler                                       | 1983           |
| Limacella anomologa                         | (Berk. & Broome) Pegler                                | 1986           |
| Limacella arida                             | (Gillet) Konrad & Maubl.                               | 1926           |
| Limacella asperulospora                     | Corner                                                 | 1994           |
| Limacella bangladeshana                     | M.I. Hosen & T.H. Li                                   | 2017           |
| Limacella bentista                          | (Morgan) Murrill                                       | 1914           |
| Limacella broadwayi                         | (Murrill) H.V. Sm.                                     | 1966           |
| Limacella brunneovenosa                     | C.C. Nascimento & Wartchow                             | 2018           |
| Limacella delicata (Tengere kleefparasol)   | (Fr.) Earle ex Konrad & Maubl.                         | 1930           |
| Limacella floridana                         | (Murrill) H.V. Sm.                                     | 1945           |
| Limacella fulvodisca                        | (Peck) Murrill                                         | 1912           |
| Limacella furnacea                          | (Letell.) E.-J. Gilbert                                | 1928           |
| Limacella glischra                          | (Morgan) Murrill                                       | 1914           |
| Limacella grisea                            | Singer                                                 | 1989           |
| Limacella kauffmanii                        | H.V. Sm.                                               | 1945           |
| Limacella laeviceps                         | (Speg.) Raithelh.                                      | 1980           |
| Limacella magna                             | B. Kumari & R.C. Upadhyay                              | 2013           |
| Limacella megalopoda                        | (Bres.) Maire                                          | 1926           |
| Limacella myochroa                          | Pegler                                                 | 1983           |
| Limacella myxodictyon                       | (Berk. & Broome) Pegler                                | 1986           |
| Limacella oaxacana                          | Singer                                                 | 1958           |
| Limacella oblita                            | (Peck) Murrill                                         | 1914           |
| Limacella ochraceorosea (Gele kleefparasol) | (Béguet & Bon) Neville & Poumarat                      | 2004           |
| Limacella olivaceobrunnea                   | Hongo                                                  | 1978           |
| Limacella persoonii                         | (Fr.) Konrad & Maubl.                                  | 1926           |
| Limacella pitereka                          | Grgur.                                                 | 1997           |
| Limacella quilonensis                       | Sathe & J.T. Daniel                                    | 1981           |
| Limacella rhodopus                          | (Bres.) Pegler                                         | 1966           |
| Limacella roseofloccosa                     | Hora                                                   | 1960           |
| Limacella roseola                           | Murrill                                                | 1943           |
| Limacella singaporeana                      | Corner                                                 | 1994           |
| Limacella solidipes                         | (Peck) H.V. Sm.                                        | 1945           |
| Limacella steppicola                        | Zerova                                                 | 1974           |
| Limacella steppicola                        | Zerova & Wasser                                        | 1988           |
| Limacella subfurnacea                       | Contu                                                  | 1990           |
| Limacella subglischra                       | (S. Imai) S. Ito                                       | 1959           |
| Limacella subpessundata                     | (Murrill) Singer                                       | 1942           |
| Limacella subtropicana                      | A. Izhar, Niazi, M. Asif, Haqnawaz, H. Bashir & Khalid | 2022           |
| Limacella taiwanensis                       | Zhu L. Yang & W.N. Chou                                | 2002           |
| Limacella wheroparaonea                     | G.S. Ridl.                                             | 1993           |